# Maldiverna i olympiska sommarspelen 1988
Maldiverna deltog i de olympiska sommarspelen 1988 med en trupp bestående av sju deltagare, men ingen av landets deltagare erövrade någon medalj.

## Friidrott
| Athlete                                                        | Events                          | Heat  | Heat     | Semifinal        | Semifinal        | Final            | Final            |
| Athlete                                                        | Events                          | Time  | Position | Time             | Position         | Time             | Position         |
| -------------------------------------------------------------- | ------------------------------- | ----- | -------- | ---------------- | ---------------- | ---------------- | ---------------- |
| Ibrahim Shareef                                                | Herrarnas 100 meter             | 11,49 | 95       | Gick inte vidare | Gick inte vidare | Gick inte vidare | Gick inte vidare |
| Ibrahim Shareef                                                | Herrarnas 200 meter             | 23,17 | 71       | Gick inte vidare | Gick inte vidare | Gick inte vidare | Gick inte vidare |
| Ahmed Shageef                                                  | Herrarnas 400 meter             | 50,61 | 67       | Gick inte vidare | Gick inte vidare | Gick inte vidare | Gick inte vidare |
| Ismail Asif Ibrahim Manik Abdul Razzak Aboobakur Mohamed Hanim | Herrarnas 4 x 100 meter stafett | 44,31 | 26       | Gick inte vidare | Gick inte vidare | Gick inte vidare | Gick inte vidare |